# West Indies Cricket Team in Australien in der Saison 2009/10
Die Tour des West Indies Cricket Team nach Australien in der Saison 2009/10 fand vom 18. November 2009 bis zum 23. Februar 2010 statt. Die internationale Cricket-Tour war Teil der internationalen Cricket-Saison 2009/10 und umfasste drei Test Matches, fünf ODIs und zwei Twenty20s. Australien gewann die Testserie 2-0, die ODI-Serie 4-0 und die Twenty20-Serie 2-0.

## Vorgeschichte
Australien spielte zuletzt eine Tour in Indien, für die West Indies war es die erste Tour der Saison nach dem ICC Champions Trophy 2009. Das letzte Aufeinandertreffen der beiden Mannschaften bei einer Tour fand in der Saison 2008 in den West Indies statt. Die Tour wurde in zwei Teile geteilt, in deren Pause Pakistan in Australien tourte.

## Stadien
Für die Tour wurden folgende Stadien als Austragungsorte vorgesehen und am 27. Mai 2009 bekanntgegeben.
| Stadion                  | Stadt     | Kapazität | Spiele          |
| ------------------------ | --------- | --------- | --------------- |
| Adelaide Oval            | Adelaide  | 53.583    | 2. Test; 2. ODI |
| The Gabba                | Brisbane  | 42.000    | 1. Test; 4. ODI |
| Bellerive Oval           | Hobart    | 20.000    | 1. T20          |
| Melbourne Cricket Ground | Melbourne | 100.024   | 1. ODI; 5. ODI  |
| WACA Ground              | Perth     | 20.000    | 3. Test         |
| Sydney Cricket Ground    | Sydney    | 48.000    | 3. ODI; 2. T20  |

## Kaderlisten
Die West Indies benannten ihren Test-Kader am 2. November 2009 und ihren Limited-Overs-Kader am 19. Januar 2010.
Australien benannte seinen Test-Kader am 19. November 2009, seinen ODI-Kader am 3. Februar und seinen Twenty20-Kader am 17. Februar 2010.
| Test | Test | ODI | ODI | Twenty20 | Twenty20 |
| Australien | West Indies | Australien | West Indies | Australien | West Indies |
| --- | --- | --- | --- | --- | --- |
| - Ricky Ponting (K) - Michael Clarke (vK) - Doug Bollinger - Brett Geeves - Brad Haddin (wk) - Nathan Hauritz - Ben Hilfenhaus - Michael Hussey - Mitchell Johnson - Simon Katich - Clint McKay - Marcus North - Peter Siddle - Steve Smith - Shane Watson | - Chris Gayle (K) - Adrian Barath - Sulieman Benn - Dwayne Bravo - Shivnarine Chanderpaul - Narsingh Deonarine - Travis Dowlin - Brendan Nash - Denesh Ramdin (wk) - Ravi Rampaul - Kemar Roach - Darren Sammy - Ramnaresh Sarwan - Gavin Tonge | - Ricky Ponting (K) - Michael Clarke (vK) - Doug Bollinger - Brad Haddin (wk) - Ryan Harris - Nathan Hauritz - James Hopes - Michael Hussey - Mitchell Johnson - Shaun Marsh - Clint McKay - Tim Paine (wk) - Steve Smith - Adam Voges - Shane Watson - Cameron White | - Chris Gayle (K) - Narsingh Deonarine - Travis Dowlin - Wavell Hinds - Nikita Miller - Runako Morton - Brendan Nash - Kieron Pollard - Denesh Ramdin (wk) - Ravi Rampaul - Kemar Roach - Darren Sammy - Lendl Simmons - Dwayne Smith - Gavin Tonge | - Michael Clarke (K) - Cameron White (vK) - Travis Birt - Daniel Christian - Brad Haddin (wk) - Ryan Harris - David Hussey - Mitchell Johnson - Shaun Marsh - Dirk Nannes - Steve Smith - Shaun Tait - David Warner - Shane Watson | - Chris Gayle (K) - Narsingh Deonarine - Travis Dowlin - Wavell Hinds - Nikita Miller - Runako Morton - Brendan Nash - Kieron Pollard - Denesh Ramdin (wk) - Ravi Rampaul - Kemar Roach - Darren Sammy - Lendl Simmons - Dwayne Smith - Gavin Tonge |

## Tour Matches
| 18. – 21. November Scorecard | Brisbane | West Indians 271 (74) & 357-6 (115) | – | Queensland 617-7d (155) |
|                              |          | Remis                               |   |                         |

| 4. Februar Scorecard | Canberra | West Indians 399-5 (45/45)                    | – | Prime Minister’s XI 312-7 (45/45) |
|                      |          | West Indians gewinnt mit 90 Runs (D/L method) |   |                                   |

## Test Matches

### Erster Test in Brisbane
| 26. – 28. November Scorecard | Brisbane | Australien 480-8d (135)                          | – | West Indies 228 (63) & 187 (52.1) (f/o) |
|                              |          | Australien gewinnt mit einem Innings und 65 Runs |   |                                         |

### Zweiter Test in Adelaide
| 4. – 8. Dezember Scorecard | Adelaide | West Indies 451 (124.1) & 317 (99.5) | – | Australien 439 (131.1) & 212-5 (76) |
|                            |          | Remis                                |   |                                     |

### Dritter Test in Perth
| 16. – 20. Dezember Scorecard | Perth | Australien 520-7d (130.4) & 150 (51.3) | – | West Indies 312 (81) & 323 (94.3) |
|                              |       | Australien gewinnt mit 35 Runs         |   |                                   |

Der west-indische Bowler Sulieman Benn wurde nach einem Vorfall mit dem Australier Brad Haddin für zwei ODIs gesperrt. Haddin und Mitchell Johnson erhielten für die Reaktionen auf den Vorfall eine Geldstrafe. Auf Grund übertriebenen zelebrierens eines Wickets wurde der australische Bowler Shane Watson mit einer Geldstrafe belegt.

## One-Day Internationals

### Erstes ODI in Melbourne
| 7. Februar Scorecard | Melbourne | Australien 256-8 (50)           | – | West Indies 143 (34.2) |
|                      |           | Australien gewinnt mit 113 Runs |   |                        |

### Zweites ODI in Adelaide
| 9. Februar Scorecard | Adelaide | West Indies 170 (39.4)           | – | Australien 171-2 (26.3) |
|                      |          | Australien gewinnt mit 8 Wickets |   |                         |

### Drittes ODI in Sydney
| 12. Februar Scorecard | Sydney | Australien 225 (49.5) | – | West Indies 6-0 (1/24) |
|                       |        | No Result             |   |                        |

Das Spiel wurde aufgrund von Regen abgebrochen.

### Viertes ODI in Brisbane
| 14. Februar Scorecard | Brisbane | Australien 324-7 (50)          | – | West Indies 274-8 (50) |
|                       |          | Australien gewinnt mit 50 Runs |   |                        |

### Fünftes ODI in Melbourne
| 19. Februar Scorecard | Melbourne | Australien 324-5 (50)           | – | West Indies 199 (36.5) |
|                       |           | Australien gewinnt mit 125 Runs |   |                        |

## Twenty20 Internationals

### Erstes Twenty20 in Hobart
| 21. Februar Scorecard | Hobart | Australien 179-8 (20)          | – | West Indies 141-8 (20) |
|                       |        | Australien gewinnt mit 38 Runs |   |                        |

### Zweites Twenty20 in Sydney
| 23. Februar Scorecard | Sydney | West Indies 138-7 (20)           | – | Australien 142-2 (11.4) |
|                       |        | Australien gewinnt mit 8 Wickets |   |                         |

## Statistiken
Die folgenden Cricketstatistiken wurden bei dieser Tour erzielt.
| Tests            | Tests       | Tests   | Tests   | Tests   | Tests   | Tests   | Tests   | Tests   |
| Batting          | Batting     | Batting | Batting | Batting | Batting | Batting | Batting | Batting |
| Spieler          | Mannschaft  | Spiele  | Innings | Runs    | Average | HS      | 100s    | 50s     |
| ---------------- | ----------- | ------- | ------- | ------- | ------- | ------- | ------- | ------- |
| Chris Gayle      | West Indies | 3       | 6       | 346     | 69,20   | 165*    | 2       | 0       |
| Simon Katich     | Australien  | 3       | 5       | 302     | 60,40   | 99      | 0       | 3       |
| Shane Watson     | Australien  | 3       | 5       | 263     | 52,60   | 96      | 0       | 2       |
| Brendan Nash     | West Indies | 3       | 6       | 250     | 41,66   | 92      | 0       | 2       |
| Michael Hussey   | Australien  | 3       | 5       | 235     | 47,00   | 82      | 0       | 2       |
| Bowling          |             |         |         |         |         |         |         |         |
| Spieler          | Mannschaft  | Spiele  | Overs   | Wickets | Average | BBI     | 5W      | 10W     |
| Mitchell Johnson | Australien  | 3       | 110.2   | 17      | 28,05   | 5/103   | 1       | 0       |
| Doug Bollinger   | Australien  | 2       | 83.2    | 13      | 19,84   | 5/70    | 1       | 0       |
| Dwayne Bravo     | West Indies | 3       | 94.1    | 11      | 29,00   | 4/42    | 0       | 0       |
| Nathan Hauritz   | Australien  | 3       | 123     | 11      | 33,00   | 3/17    | 0       | 0       |
| Sulieman Benn    | West Indies | 3       | 153     | 11      | 37,09   | 5/155   | 1       | 0       |

| ODIs           | ODIs        | ODIs    | ODIs    | ODIs    | ODIs    | ODIs    | ODIs    | ODIs    |
| Batting        | Batting     | Batting | Batting | Batting | Batting | Batting | Batting | Batting |
| Spieler        | Mannschaft  | Spiele  | Innings | Runs    | Average | HS      | 100s    | 50s     |
| -------------- | ----------- | ------- | ------- | ------- | ------- | ------- | ------- | ------- |
| Ricky Ponting  | Australien  | 5       | 5       | 295     | 73,75   | 106     | 1       | 2       |
| Shane Watson   | Australien  | 4       | 4       | 189     | 47,25   | 59      | 0       | 3       |
| Kieron Pollard | West Indies | 5       | 4       | 170     | 42,50   | 62      | 0       | 1       |
| Michael Clarke | Australien  | 4       | 4       | 138     | 46,00   | 47      | 0       | 0       |
| Dwayne Smith   | West Indies | 5       | 4       | 130     | 43,33   | 59*     | 0       | 1       |
| Bowling        |             |         |         |         |         |         |         |         |
| Spieler        | Mannschaft  | Spiele  | Overs   | Wickets | Average | BBI     | 5W      | 10W     |
| Doug Bollinger | Australien  | 5       | 32      | 11      | 11,36   | 4/28    | 0       | 0       |
| Ravi Rampaul   | West Indies | 5       | 43.5    | 9       | 30,66   | 4/61    | 0       | 0       |
| Ryan Harris    | Australien  | 4       | 26      | 7       | 16,28   | 3/24    | 0       | 0       |
| Kieron Pollard | West Indies | 5       | 39      | 7       | 29,00   | 3/45    | 0       | 0       |
| Dwayne Smith   | West Indies | 5       | 38      | 7       | 32,71   | 3/45    | 0       | 0       |

| Twenty20s        | Twenty20s   | Twenty20s | Twenty20s | Twenty20s | Twenty20s | Twenty20s | Twenty20s | Twenty20s |
| Batting          | Batting     | Batting   | Batting   | Batting   | Batting   | Batting   | Batting   | Batting   |
| Spieler          | Mannschaft  | Spiele    | Innings   | Runs      | Average   | HS        | 100s      | 50s       |
| ---------------- | ----------- | --------- | --------- | --------- | --------- | --------- | --------- | --------- |
| David Warner     | Australien  | 2         | 2         | 116       | 58,00     | 67        | 0         | 1         |
| Shane Watson     | Australien  | 2         | 2         | 99        | 99,00     | 62*       | 0         | 1         |
| Denesh Ramdin    | West Indies | 2         | 2         | 53        | 26,50     | 44        | 0         | 0         |
| Brad Haddin      | Australien  | 2         | 2         | 43        | 43,00     | 37*       | 0         | 0         |
| Runako Morton    | West Indies | 2         | 2         | 40        | 20,00     | 40        | 0         | 0         |
| Bowling          |             |           |           |           |           |           |           |           |
| Spieler          | Mannschaft  | Spiele    | Overs     | Wickets   | Average   | BBI       | 5W        | 10W       |
| Shaun Tait       | Australien  | 2         | 8         | 4         | 14,25     | 3/30      | 0         | 0         |
| Nikita Miller    | West Indies | 2         | 7.4       | 4         | 19,00     | 2/20      | 0         | 0         |
| Dirk Nannes      | Australien  | 1         | 4         | 3         | 7,00      | 3/21      | 0         | 0         |
| Chris Gayle      | West Indies | 2         | 2         | 2         | 7,50      | 2/15      | 0         | 0         |
| Ryan Harris      | Australien  | 1         | 4         | 2         | 13,50     | 2/27      | 0         | 0         |
| Daniel Christian | Australien  | 1         | 4         | 2         | 14,50     | 2/29      | 0         | 0         |
| Dwayne Smith     | West Indies | 2         | 4         | 2         | 23,50     | 2/38      | 0         | 0         |
| Mitchell Johnson | Australien  | 2         | 8         | 2         | 25,00     | 2/28      | 0         | 0         |

## Player of the Series
Als Player of the Series wurden die folgenden Spieler ausgezeichnet.
| Serie | Player of the Series    |
| ----- | ----------------------- |
| Test  | West Indies Chris Gayle |
| ODI   | Ricky Ponting           |

### Player of the Match
Als Player of the Match wurden die folgenden Spieler ausgezeichnet.
| Spiel   | Player of the Match     |
| ------- | ----------------------- |
| 1. Test | Ben Hilfenhaus          |
| 2. Test | West Indies Chris Gayle |
| 3. Test | West Indies Chris Gayle |
| 1. ODI  | Shane Watson            |
| 2. ODI  | Doug Bollinger          |
| 4. ODI  | Ricky Ponting           |
| 5. ODI  | James Hopes             |
| 1. T20  | Shaun Tait              |
| 2. T20  | David Warner            |